# Эзигие
Эзигие (ум. ок. 1550) — оба никхуа или огие акполокполо («император») средневекового бенинского государства Эдо (Бенин), правивший около 1504 — 1550 годов.

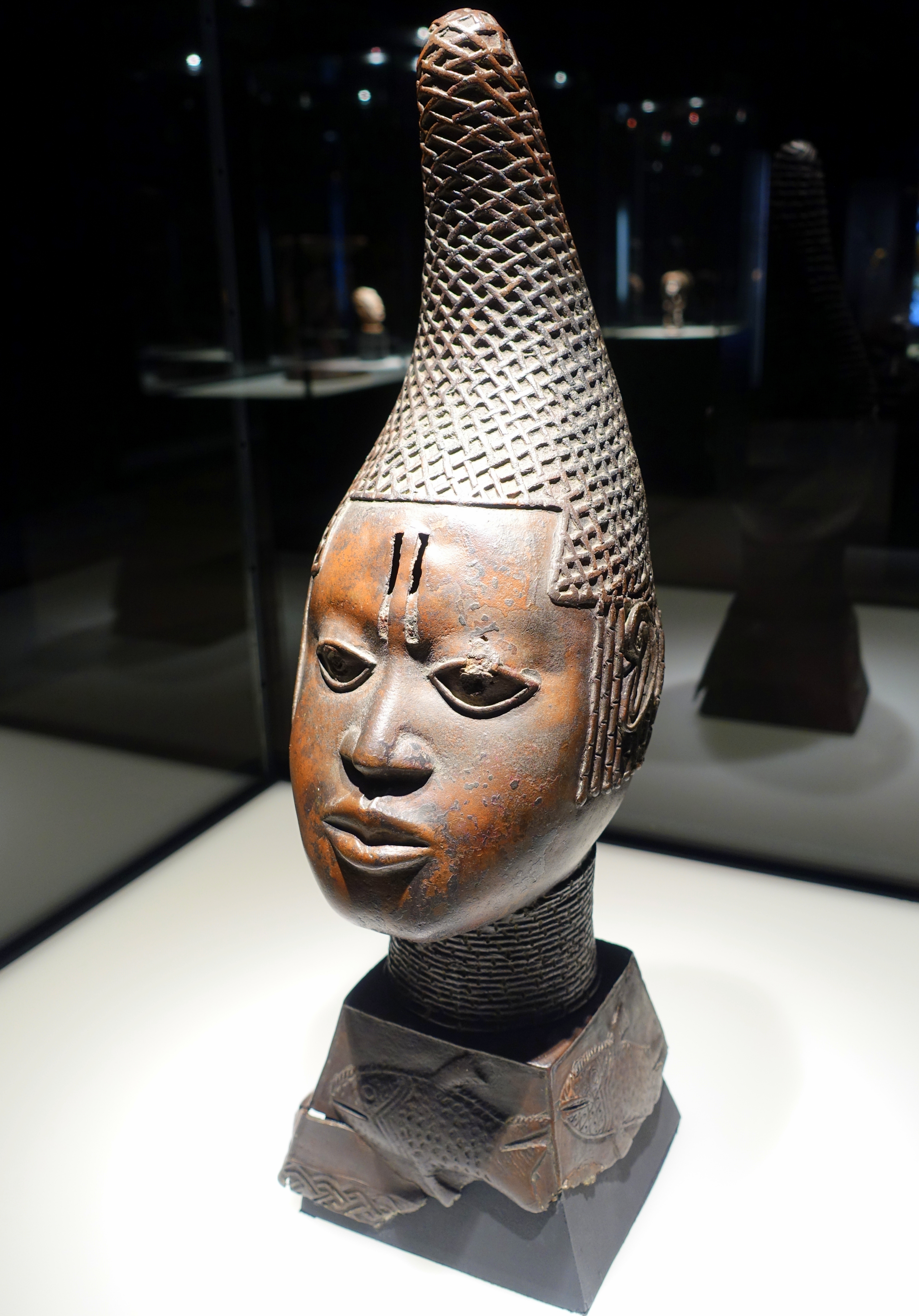
Бронзовая голова ийобы Идии — матери Эзигие. Бенинская бронза, XVI век. Берлинский этнологический музей